# جاسپر باتی
جاسپر باتی (انگلیسی: Jasper Batey; ۷ ژوئیهٔ ۱۸۹۱ – ۲۳ اکتبر ۱۹۱۶) بازیکن فوتبال بود.